# Planalto (Paraná)
Planalto es un municipio brasileño del estado de Paraná. Se localiza a una latitud 25º42'58" sur y a una longitud 53º45'58" oeste, estando a una altitud de 400 metros. Su población estimada en 2006 era de 14.007 habitantes.
El municipio posee cuatro (4) distritos: Son Valério (Valério), Centro Nuevo, Barra Grande y Sagrada Familia y varios subdistritos.
Posee un área de 345,740 km².

## Historia
La región donde se localiza comenzó a ser efectivamente ocupada a partir de la década del 40, por colonos gauchos y catarinenses.